# Asamblea Departamental de Antioquia
La Asamblea Departamental de Antioquia es una corporación gubernamental del Departamento de Antioquia en Colombia. Está compuesta por 26 diputados, quienes representan el poder legislativo autónomo a nivel regional. Su sede está ubicada en el Centro Administrativo La Alpujarra de la ciudad de Medellín.
Actualmente se constituye por miembros elegidos en su totalidad por voto universal en octubre de 2019, y ejercen sus funciones desde el 1 de enero de 2020 hasta el 31 de diciembre de 2023.

## Reseña histórica
El origen de la Asamblea de Antioquia se halla ligado estrechamente al movimiento revolucionario de independencia de las colonias españolas; contexto de emancipación política que a su vez se encuentra inmerso dentro de la crisis de la sociedad occidental, que enfrentó las ideas demo-liberales con la monarquía absoluta, con el triunfo de las primeras y el eclipse del régimen feudal. Con la imposición de las ideas liberales y sus nociones de democracia, gobierno popular y representativo, quedaron delineadas y aseguradas las bases para el surgimiento y establecimientos de la cuerpos colegiados, políticos, deliberantes y representativos del poder denominados asambleas, con facultades propias para crear leyes, sancionarlas y aplicarlas, para administrar y delinear las pautas del gobierno. Ese fue el legado de una era de revoluciones, denominadas burguesas, que conmovieron en suelo europeo desde 1660 hasta 1850, entre ellas la emancipación de las colonias americanas. La estabilidad política inglesa se convirtió en modelo de gobierno para los demás pueblos apegados a la nueva noción de política de soberanía, donde se entendía que el Rey reina pero no gobierna, pues el gobierno efectivo pasó a las manos de las clases medias burguesas, organizadas en cuerpo colegiado, en asamblea llamada parlamento. Los antecedentes de la institución Asamblea de Antioquia, se remontan a los primeros actos de tipo jurídico expedidos por el gobierno español con motivo del descubrimiento de Urabá. La sociedad colonial en los dominios españoles estaba gobernada exclusivamente por los españoles y marginaba del poder a los criollos o “españoles americanos”. Con el proceso de independencia de la actual República de Colombia, se conforman los diferentes cuerpos colegiados según la transformación de la región y su organización territorial. Antioquia estuvo dividida hasta el 30 de abril de 1910 cuando volvió a integrarse nuestra entidad territorial.

### Diputados y presidentes de la república
- Mariano Ospina Rodríguez, Diputado en 1835, 1837, 1853, 1856, 1873 y 1875; Presidente de la República (1857-1861).

- José María Rojas Garrido, Diputado en 1862; Presidente de la República del 1°de abril al 20 de mayo de 1866.

- Francisco Antonio Obregón Muñoz, Diputado en 1835, 1852 y 1862; Presidente de la Asamblea en 1863. Presidente de la República por corto tiempo.

- Juan de Dios Aranzazu, Diputado en 1835, fue encargado del Poder Ejecutivo Nacional durante la Vicepresidencia del General Caicedo.

- Carlos E. Restrepo Restrepo, Diputado en 1904, 1909, y 1913; Presidente de la República por nombramiento de la Convención Nacional de 1910.

- Marco Fidel Suárez, Diputado en 1888 y 1909; Presidente de la República desde el 7 de agosto de 1918 hasta 1921.

- Pedro Nel Ospina Vásquez, Diputado en 1890, 1896, 1904, 1909, 1916 y 1924; Presidente de la República (1922-1926).

- Mariano Ospina Pérez, Diputado en 1918, 1920 y 1922; Presidente de la República en 1946.

- Laureano Gómez Castro, Diputado en 1932, elegido Presidente de la República en 1950, gobernando 451 días.

- Alfonso López Pumarejo, quien también fue elegido a la Corporación en la misma época de Laureano Gómez.

- Belisario Betancur Cuartas, Diputado en 1945 y 1962; Presidente de la República (1982-1986).

En esta misma lista destacamos a Gustavo Rojas Pinilla, Carlos Lleras Restrepo, Misael Pastrana Borrero quienes prestaron sus nombres para darle vigor a la célula antioqueña. Vale la pena destacar que otros presidenciales de la talla de Jorge Eliecer Gaitán, Gabriel Turbay Turbay, Luis Carlos Galán Sarmiento, conformaron cada uno en su época la nómina de la Asamblea Departamental de Antioquia.

## Funciones
Son funciones de las asambleas:
1. Votar el presupuesto de rentas y gastos para cada año.
2. Conceder privilegios cuando se trate de inventos útiles, o de vías públicas; en este último caso se necesita de la aprobación del gobierno nacional, cuando la obra interese a más de un departamento.
3. Establecer y organizar los impuestos que se necesiten para atender a los gastos de la administración pública, con arreglo al sistema tributario nacional, pero sin gravar artículos que sean materia de impuestos de la nación, a menos que para hacerlo se les dé facultad expresa por la ley
4. La facultad de decretar pensiones de jubilación a los maestros y maestras de escuelas oficiales que hubieren servido por el tiempo que las mismas asambleas podrán determinar, y que no será menor de quince años.

### Periodos de sesiones
La ley 617 de 2000 establece en su artículo 29 los periodos de las sesiones de las Asambleas Departamentales, las cuales sesionaran durante seis meses en forma ordinaria, así:
- El primer período será: En el primer año de sesiones, del 2 de enero posterior a su elección, al último día del mes de febrero del respectivo año.

En el segundo, tercer y cuarto año de sesiones, el primer período será el comprendido entre el primero de marzo y el treinta de abril; el segundo período será del primero de junio al último día de julio. El tercer período será del primero de octubre al treinta de noviembre. La asamblea puede sesionar igualmente durante un mes al año de forma extraordinaria que se remunerará proporcionalmente al salario fijado

## Diputados
La siguiente es la lista de los Diputados elegidos popularmente el 29 de octubre del 2023:
| Diputado                          | Partido                              | Posición      |
| --------------------------------- | ------------------------------------ | ------------- |
| Verónica Arango García            | Partido Centro Democrático           | Gobierno      |
| Luis Gabriel Gómez Grisales       | Partido Centro Democrático           | Gobierno      |
| Gabriel Jaime Giraldo Bustamente  | Partido Centro Democrático           | Gobierno      |
| José Gregorio Orjuela Pérez       | Partido Centro Democrático           | Gobierno      |
| José Luis Noreña Restrepo         | Partido Centro Democrático           | Gobierno      |
| Edison Antonio Restrepo Ruíz      | Partido Centro Democrático           | Gobierno      |
| Andrés Felipe Bedoya Rendón       | Partido Creemos                      | Gobierno      |
| Mateo Escobar Valencia            | Partido Creemos                      | Gobierno      |
| Julieth Zulema Zapata Cardona     | Partido Creemos                      | Gobierno      |
| David Fernando Ruiz Gómez         | Partido Creemos                      | Gobierno      |
| Juan Felipe Vélez Álvarez         | Partido Creemos                      | Gobierno      |
| Jaime Cano Martínez               | Partido Conservador                  | Gobierno      |
| Jorge Alonso Correa Betancur      | Partido Conservador                  | Gobierno      |
| Walter Adier Arias Tobón          | Partido Conservador                  | Gobierno      |
| Juan Esteban Villegas Aristizabal | Partido Conservador                  | Gobierno      |
| Jonathan Andrés Roldán Jiménez    | Partido Liberal                      | Gobierno      |
| Juan Carlos Palacio Fernández     | Partido Liberal                      | Gobierno      |
| Hernán Darío Torres Alzate        | Partido Liberal                      | Gobierno      |
| Camilo Andrés Calle Ochoa         | Partido Alianza Verde                | Independencia |
| Juan David Muñoz Quintero         | Partido Alianza Verde                | Independencia |
| Rogelio de Jesús Zapata Alzate    | Partido Alianza Verde                | Independencia |
| Manuel María García Lozano        | Coalición Pacto Histórico            | Oposición     |
| Néstor Mauricio Caly Padilla      | Coalición Juntos Podemos Más         |               |
| Julio César Restrepo Escobar      | Partido Alianza Social Independiente |               |
| Luis Eduardo Peláez Jaramillo     | Coalición Renace                     |               |
| Walter Manuel Salas Quinto        | Partido Independientes               | Oposición     |

## Comisiones

### Comisiones permanentes
En la Asamblea de Antioquia existen 8 comisiones permanentes, integradas por cinco diputados cada una, en las cuales se discuten los proyectos de ordenanza de acuerdo a los temas de su competencia.

#### COMISIÓN DE HACIENDA Y CRÉDITO PÚBLICO
| Diputado | Partido | Cargo |
| -------- | ------- | ----- |
|          |         |       |
|          |         |       |
|          |         |       |
|          |         |       |
|          |         |       |

#### COMISIÓN DE PRESUPUESTO Y CUENTAS
| Diputado | Partido | Cargo |
| -------- | ------- | ----- |
|          |         |       |
|          |         |       |
|          |         |       |
|          |         |       |
|          |         |       |

#### COMISIÓN DE EDUCACIÓN, ASUNTOS SOCIALES, MEDIO AMBIENTE, SALUD PÚBLICA, ASISTENCIA SOCIAL Y BENEFICENCIA
| Diputado | Partido | Cargo |
| -------- | ------- | ----- |
|          |         |       |
|          |         |       |
|          |         |       |
|          |         |       |
|          |         |       |

#### COMISIÓN DE OBRAS PÚBLICAS, AGRICULTURA, VÍAS DE COMUNICACIÓN, MINAS, TURISMO Y TRANSPORTE, DESARROLLO COMUNITARIO, ASUNTOS INDÍGENAS Y COMUNICACIONES
| Diputado | Partido | Cargo |
| -------- | ------- | ----- |
|          |         |       |
|          |         |       |
|          |         |       |
|          |         |       |
|          |         |       |

#### COMISIÓN DE CÓDIGOS, REGLAMENTOS DE LA ASAMBLEA, RÉGIMEN POLÍTICO Y MUNICIPAL, ZONAS DE FRONTERA, CARRERA ADMINISTRATIVA, ASUNTOS FISCALES
| Diputado | Partido | Cargo |
| -------- | ------- | ----- |
|          |         |       |
|          |         |       |
|          |         |       |
|          |         |       |
|          |         |       |

#### COMISIÓN DEL PLAN DE DESARROLLO
| Diputado | Partido | Cargo |
| -------- | ------- | ----- |
|          |         |       |
|          |         |       |
|          |         |       |
|          |         |       |
|          |         |       |

#### COMISIÓN DE ÉTICA
| Diputado | Partido | Cargo |
| -------- | ------- | ----- |
|          |         |       |
|          |         |       |
|          |         |       |
|          |         |       |
|          |         |       |

#### COMISIÓN DE PAZ Y DERECHOS HUMANOS
| Diputado | Partido | Cargo |
| -------- | ------- | ----- |
|          |         |       |
|          |         |       |
|          |         |       |
|          |         |       |
|          |         |       |

## Presidentes
Con motivo de la cruenta guerra civil en todo el territorio de la República que se ha llamado de los “Mil Días”, la Asamblea Departamental de Antioquia no sesionó desde fines de Siglo Pasado y los primeros años del presente Siglo. El primero de enero de 1900, Antioquia, que hasta entonces permanecía en paz, se sumó al movimiento general. Los últimos tratados de paz se firmaron por fin el 21 de noviembre de 1902, y el Gobierno declaró restablecido el orden público el primero de junio de 1903. Al momento de estallar la guerra, el presidente de la Asamblea era don Fructuoso Escobar, quien había sido elegido en 1898 por el municipio de Jericó. En 1908, Antioquia se dividió en cuatro departamentos: de Jericó, de Sonsón, de Antioquia y de Medellín, de acuerdo a la Ley 5 de agosto, durante la administración del General Rafael Reyes. En 1909, la Ley 65, eliminó la división y Antioquia se unificó de nuevo. A raíz de la dictadura militar del General Gustavo Rojas Pinilla, la Asamblea Departamental de Antioquia es reemplazada por un Consejo Administrativo, que operó entre 1954 y 1958. La lista de Presidentes de la Asamblea Departamental de Antioquia , es la siguiente:
| Presidente                  | Periodo                  | Presidente                        | Periodo        | Presidente                       | Periodo             |
| --------------------------- | ------------------------ | --------------------------------- | -------------- | -------------------------------- | ------------------- |
| Liborio Echavarría Vélez    | 1903                     | Clodomiro Ramírez Botero          | 1904,1910,1911 | Dionisio Arango Mejía            | 1905,1906,1907      |
| Abraham Moreno Gómez        | 1909                     | Ramón Arango                      | 1910,1913      | José María Escobar E.            | 1912                |
| General Pedro José Berrío   | 1914                     | Alejandro García                  | 1915           | Pedro Nel Ospina                 | 1916,1917           |
| Ricardo Jiménez Jaramillo   | 1918,1926,1927           | Julio E. Botero Mejía             | 1919           | Román Gómez Gómez                | 1921,1922,1923,1930 |
| Nicanor Restrepo R.         | 1924                     | Manuel María Escobar              | 1925           | Mariano Ospina Pérez             | 1928                |
| Jesús Echeverri Duque       | 1929                     | Jorge Restrepo Hoyos              | 1931           | Pedro José Berrío                | 1932                |
| Manuel María Toro Escobar   | 1933                     | Pedro Claver Aguirre Yepes        | 1934,1935,1936 | Eduardo Correa Villa             | 1937                |
| Jesús Tobón Quintero        | 1938                     | Obdulio Gómez                     | 1939           | Julián Uribe Cadavid             | 1940,1942           |
| Gerardo Arias Mejía         | 1941                     | Ernesto Uribe Cadavid             | 1943,1944      | Aníbal Uribe Uribe               | 1945,1963           |
| Luis Martínez Echeverri     | 1946                     | Juan Zuleta Ferrer                | 1947           | Gil Miller Puyo J.               | 1948,1949           |
| Roberto Ocampo Álvarez      | 1950                     | Brigadier Gral Pio Quinto Rengifo | 1954,1955      | Brigadier Gral Gustavo Sierra O. | 1956,1957           |
| Jorge Ortiz Rodríguez       | 1957                     | Jaime Betancur Cuartas            | 1958           | Gabriel Fernández Jaramillo      | 1959                |
| Gilberto Salazar Ramírez    | 1960                     | Conrado Giraldo Palacio           | 1961           | Nicolás Gaviria E.               | 1962                |
| Bernardo Penados Estrada    | 1964                     | Carlos Suárez A.                  | 1964           | Valerio Isaza Londoño            | 1965                |
| Octavio Aristizábal Correa  | 1966                     | Jaime Sierra García               | 1967           | Germán Giraldo Zuluaga           | 1968                |
| Guillermo Villegas Ceballos | 1969                     | Pedro Pablo Baena Berrío          | 1970           | César Pérez García               | 1971,1998           |
| Tulio Ospina Pérez          | 1972                     | Julián Pérez Medina               | 1973,1974      | Eduardo Correa Villa             | 1937                |
| Humberto Gómez Molina       | 1975                     | Alberto Agudelo Solís             | 1976           | Gilma Londoño de J.              | 1977                |
| Horacio Muñoz Suescún       | 1978,1979                | Raúl Tamayo Gaviria               | 1979           | Dario Villa Sánchez              | 1980                |
| Darío Moreno Calderón       | 1981                     | Bernabé Montoya Gómez             | 1982           | Armando Estrada Villa            | 1983                |
| Héctor Arango Ángel         | 1985,1988,1990,1993,1994 | Jorge Iván Carvajal S.            | 1986           | Germán Sánchez Bernal            | 1986                |
| Carlos Restrepo Arbeláez    | 1987                     | José Prieto Mesa                  | 1989           | Juan Guillermo Villegas Uribe    | 1990                |
| Piedad Cecilia González G.  | 1991                     | Luis Caro Morales                 | 1991           | Luis Norberto Guerra V.          | 1992,1993           |
| Francisco Zapata Ospina     | 1995                     | Mario Álvarez Celis               | 1996           | Alberto Builes Ortega            | 1997                |
| Carlos Mario Montoya        | 1999                     | Luis Reinaldo Tejada Franco       | 1999           | Rubén Darío Naranjo Henao        | 2000                |
| Néstor Díez Montoya         | 2000                     | Fabio Humberto Rivera Rivera      | 2001           | Carlos Mario Mejía Múnera        | 2001                |
| Guillermo Gómez Ramírez     | 2002                     | Rodrigo Mesa Cadavid              | 2002,2005      | Luis Gonzalo Martínez Vanegas    | 2003                |
| Rodrigo Mendoza Vega        | 2003                     | Gabriel Gómez Ochoa               | 2004           | César Eugenio Martínez           | 2004                |
| Efraín Cardona Ciro         | 2005                     | Jaime Alberto Garzón Araque       | 2006           | Germán Blanco Álvarez            | 2006                |
| Luis Eduardo Álvarez Vera   | 2007                     | Jairo Velásquez Espinosa          | 2007           | Iván Darío Agudelo               | 2008                |
| Jorge Honorio Arroyave      | 2008                     | Juan Esteban Villegas Arístizabal | 2009           | John Jairo Cardona               | 2009                |
| Cosme Carmona Correa        | 2010                     | Jaime Zapata Ospina               | 2010           | Jorge Iván Montoya               | 2011                |
| David Alfredo Jaramillo     | 2011                     | Julián Bedoya                     | 2012           | Héctor Jaime Garro               | 2012                |
| Jaime Cano Martínez         | 2013,2021                | Rigoberto Arroyave                | 2014           | Orfa Nelly Henao                 | 2015                |
| Rubén Darío Callejas        | 2016                     | Bayron Caro                       | 2017           | Santiago Martínez                | 2018                |
| Hernán Torres               | 2019                     | Rubén Dario Callejas              | 2020           | José Luis Noreña                 | 2022                |
| Juan Carlos Palacio         | 2023                     | Andrés Felipe Bedoya              | 2024           | Verónica Arango García           | 2025                |